# Reuzenfluitkikker
De reuzenfluitkikker (Leptodactylus pentadactylus) is een kikker uit de familie fluitkikkers (Leptodactylidae). De soort werd voor het eerst wetenschappelijk beschreven door Josephus Nicolaus Laurenti in 1768. Oorspronkelijk werd de wetenschappelijke naam Rana pentadactyla gebruikt.

## Uiterlijke kenmerken
De reuzenfluitkikker behoort tot de grootste kikkersoorten; de lengte kan bijna 20 centimeter bedragen. De basiskleur is licht- tot donkerbruin met een lichtere tot wittige buik en een streep van het neusgat tot net achter het duidelijk zichtbare trommelvlies (tympanum). Donkere kleuren tot bijna zwart komen ook voor maar zijn minder algemeen. De mannetjes hebben gespierde voorpoten met een zwarte doorn aan de duim, die in een verharde grof op de borst past. Deze structuren dienen om een vrouwtje beter vast te kunnen houden tijdens de amplexus maar worden ook gebruikt voor de verdediging.

## Levenswijze
Juveniele dieren eten insecten en andere kleine ongewervelden, maar volwassen dieren eten letterlijk alles wat beweegt en niet te groot is. Onder andere kikkers, kleine zoogdieren en zelfs bodembewonende vogels en kleine slangen kunnen worden verorberd en worden in één keer doorgeslikt. Ze zijn nachtactief en mijden licht, in tegenstelling tot veel andere kikkers. Bij droogte kruipen ze weg onder liggend hout of onder de grond.
Zoals alle fluitkikkers maakt ook deze soort geen kwakend maar een fluitend geluid. Als ze worden vastgepakt, schreeuwen ze luid om hun aanvaller te laten schrikken. De bedoeling is dat daardoor de greep van de aanvaller zou moeten verslappen. Vermoed wordt dat de waarschuwingskreten van de kikker kaaimannen aantrekken omdat deze de roep herkennen. Hierdoor kan een roofdier die de kikker aanvalt zelf ten prooi vallen aan een naderende kaaiman.

## Voortplanting
Mannetjes blijven kleiner dan de vrouwtjes en krijgen in de paartijd een rode buik. Ze hebben wat dikkere voorpoten om de vrouwtjes beter vast te kunnen klampen tijdens de paargreep amplexus. De eieren worden afgezet in een schuimnest, dat door het mannetje is gemaakt met de achterpoten.

## Verspreiding en habitat
De reuzenfluitkikker komt voor in Midden- en Zuid-Amerika; in Bolivia, Brazilië, Colombia en Frans-Guyana. Het is een echte bodembewoner die meestal in de buurt van het water vertoeft zodat hij er snel in kan springen bij bedreiging. Omdat deze soort graag tussen bladeren schuilt, leeft de kikker vooral in bossige gebieden bij vennen of moerassen.